# Time Out (album)
| Đánh giá chuyên môn                  | Đánh giá chuyên môn |
| Nguồn đánh giá                       | Nguồn đánh giá      |
| Nguồn                                | Đánh giá            |
| ------------------------------------ | ------------------- |
| AllMusic                             | [ 1 ]               |
| The Penguin Guide to Jazz Recordings | [ 2 ]               |
| MSN Music (Consumer Guide)           | B+                  |
| Q                                    | [ 4 ]               |
| Tom Hull                             | A                   |

Time Out là album phòng thu của ban nhạc jazz người Mỹ Dave Brubeck Quartet, được phát hành vào cuối năm 1959 bởi Columbia Records. Album được thu âm tại New York và sử dụng những nhịp bất thường của nhạc jazz đương thời như 9
8, 6
4 và 5
4, pha trộn giữa hai dòng cool jazz và West Coast jazz.
Album có được vị trí số 2 tại bảng xếp hạng Billboard và là album nhạc jazz đầu tiên bán được 1 triệu đĩa trong lịch sử. Đĩa đơn "Take Five" cũng là đĩa đơn nhạc jazz đầu tiên đạt mốc 1 triệu đĩa bán. Tính tới năm 1963, album bán được 500.000 bản, và tới năm 2011, album nhận chứng chỉ 2x Bạch kim từ RIAA, tương đương với 2 triệu đĩa bán. Album được tôn vinh tại Đại sảnh Danh vọng Grammy vào năm 2009.
Năm 2005, Time Out được Thư viện Quốc hội Hoa Kỳ lựa chọn đưa vào Viện lưu trữ thu âm quốc gia vì "giá trị văn hóa và thẩm mỹ".

## Danh sách ca khúc
Mọi giai điệu đều được sáng tác bởi Dave Brubeck, ngoại trừ "Take Five" do Paul Desmond sáng tác.
Mặt A
1. "Blue Rondo à la Turk" – 6:44
2. "Strange Meadow Lark" – 7:22
3. "Take Five" – 5:24

Mặt B
1. "Three to Get Ready" – 5:24
2. "Kathy's Waltz" – 4:48
3. "Everybody's Jumpin'" – 4:23
4. "Pick Up Sticks" – 4:16

## Thành phần tham gia sản xuất
The Dave Brubeck Quartet;
- Dave Brubeck – piano.
- Paul Desmond – alto saxophone.
- Eugene Wright – bass.
- Joe Morello – trống.

Sản xuất
- Teo Macero – sản xuất.
- Fred Plaut – kỹ thuật viên âm thanh
- S. Neil Fujita – thiết kế bìa đĩa.
- Seth Rothstein – trưởng dự án.
- Russell Gloyd – sản xuất (tái bản).
- Mark Wilder – chỉnh âm (tái bản)
- Cozbi Sanchez-Cabrera – giám đốc nghệ thuật (tái bản)

## Xếp hạng
Album
Billboard
| Năm  | Xếp hạng   | Vị trí cao nhất |
| ---- | ---------- | --------------- |
| 1961 | Pop Albums | 2               |

Time Out đạt vị trí số 2 vào ngày 27 tháng 11 năm 1961 tại bảng xếp hạng Billboard Monaural LP, sau album Judy at Carnegie Hall của Judy Garland.
Đĩa đơn
Billboard
| Năm  | Đĩa đơn     | Xếp hạng           | Vị trí cao nhất |
| ---- | ----------- | ------------------ | --------------- |
| 1961 | "Take Five" | Adult Contemporary | 5               |
| 1961 | "Take Five" | Pop Singles        | 25              |